# Histoire du yoga
 (décembre 2010).
Si vous disposez d'ouvrages ou d'articles de référence ou si vous connaissez des sites web de qualité traitant du thème abordé ici, merci de compléter l'article en donnant les références utiles à sa vérifiabilité et en les liant à la section « Notes et références ».
 (avril 2016).
Pour un article plus général, voir Yoga.
L'histoire du yoga précède puis accompagne celle de la pensée indienne. De son origine à nos jours, différentes pratiques de yoga se succèdent, traversant les cultures successives de Mohendjo-Daro, du Védisme, du Brahmanisme, et des Upaniṣad. L'éclosion de la philosophe Sāṃkhya et des pratiques exposées par Patañjali dans ses yogasūtra fournissent les premiers textes élaborés concernant le yoga, datant du premier millénaire qui précède l'ère courante.
Aux deux premiers millénaire de l'ère courante, le yoga traverse les courants Shivaïte et Vishnouite, puis influence les cultures des colonisateurs musulmans puis occidentaux.
Au XXe siècle, le yoga pénètre l'Occident, principalement l'Amérique et l'Europe. Depuis l'indépendance de l'Inde, un retour aux valeurs ancestrales traditionnelles donne un nouvel élan indien au yoga contemporain.

## Des origines à nos jours
Il manque encore beaucoup de documents historiques fiables, à ce jour, pour décrire exactement l'origine du yoga. Quatre périodes importantes peuvent toutefois aider à clarifier l'évolution du yoga au cours du temps. L'origine du yoga pourrait être située au cours de la période de haute Antiquité historique qui s'étend entre -3000 et -800 avant l'ère courante. La période ancienne, de -800 avant l'ère courante à l'an 200 de l'ère courante, voit fleurir un proto-yoga. La période classique du yoga se déroule entre l'an 300 et l'an 900 de l'ère courante. Une période médiévale du yoga va de l'an 900 à l'an 1600. L'arrivée des colonisateurs occidentaux aux Indes, puis leur retrait à la suite de l'indépendance forment une période moderne du yoga qui émigre et se transforme en Occident. Enfin, une renaissance indienne du yoga prépare l'avènement du troisième millénaire de l'ère courante.

## Haute Antiquité

### Civilisation de la vallée de l'Indus

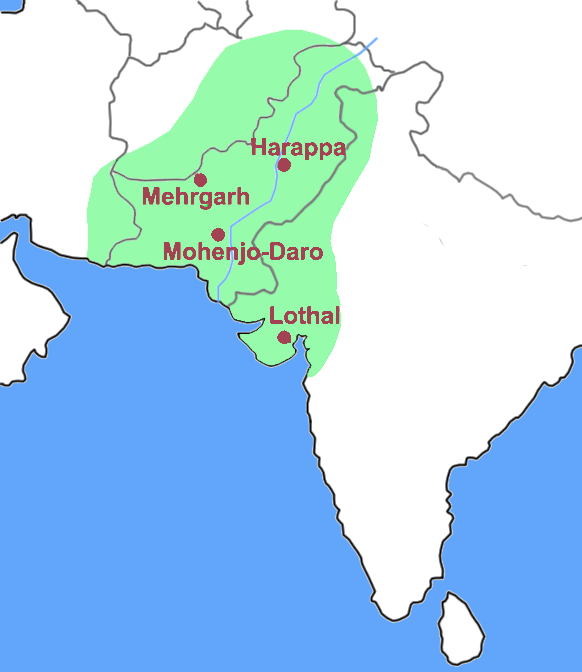
Civilisation de la vallée de l'Indus.

Certains érudits rapprochent les termes sanskrits śramana (moine austère) et śamana (apaisement) du mot chamane, pour en déduire l'hypothèse d'une influence du chamanisme sur les formes primitives du yoga, bien que le chamanisme vise l'extase du chamane, tandis que le yogi pratique le yoga pour atteindre « l'enstase » du samādhi.
D'autres auteurs émettent aussi l'hypothèse d'une origine non indienne du yoga, tel Philippe de Méric qui écrit que « si le mot yoga est bien d'origine indo-aryenne, la méthode elle-même, de provenance étrangère, a été transmise à l'Inde qui l'a assimilée à ses propres façons de penser ».
La mise à jour progressive à partir de 1920 de la cité antique de Mohenjo-daro, et l'exhumation de nombreux trésors archéologiques appartenant à la civilisation de la vallée de l'Indus, motive l'hypothèse d'une origine pré-aryenne du yoga. Parmi les objets découverts figurent des cachets de stéatite dont l'un représente un homme cornu à trois visages, entouré d'animaux et assis tel un yogi, qui rappelle étrangement l'attitude de Śiva dit Paśupati, le « Seigneur des animaux ». Les cités de la civilisation de l'Indus regroupent aussi Harappa, Mehrgarh et Lothal, et datent d'une période allant approximativement de -2500 à -1500 avant l'ère courante. Mais le caractère non aryen, pré-védique, de cette civilisation, est maintenant remis en question, car on y a découvert des autels du feu et des ossements de chevaux.</ref/>Michel Danino, L’inde et l’invasion de nulle part. Cette civilisation est autochtone depuis −8000 ans et constitue «la civilisation de l’Indus-Sarasvati"
Depuis cette période archaïque, une chaîne ininterrompue de transmission orale de maître à disciple parcourt les siècles, « et pour atteindre la resplendissante vérité du Soi, laquelle est recouverte par maya, et les effets de maya, on doit tout de même se conformer aux instructions d'un Connaisseur de Brahman, s'adonner à la réflexion et à la méditation, et se garder avec soin de tout faux raisonnement ».

### Vedas
Les données astronomiques du Veda, étudiées par H. Jacobi, B. G. Tilak, S.B. Dikshit, J. Playfair, Subash Kak (The astronomical code of the Rig-veda, New-Delhi, 1994), se réfèrent à un système de nakshatra où, à cause de la précession des équinoxes, l’équinoxe vernal se trouvait en Orion (Mriga-shiras), ce qui reporte l’époque de la civilisation védique au Ve millénaire avant notre ère, et même à une époque pré-orionique. Ce n’est que pendant la période des Brâhmana, contemporaine de Mohenjo-daro, que la position de l’équinoxe vernal se trouva dans les Pléiades (Krittikâ) de la fin du IVe à la fin du IIIe millénaire avant notre ère. Sans doute, à cause de grands changements climatiques et d’un soulèvement de la plaque tectonique, les cités de Mohenjo-daro et de Harappa ont-elles été abandonnées, la fameuse rivière Sarasvati a-t-elle disparu dans les sables, et l’assèchement de son système fluvial, qui s’élançait de la montagne à l’océan, a causé un déplacement  des populations vers le nouveau lit de la Yamunâ et vers le Gange à l’Est,  et l’apparition du "grand désert indien». Mais, même devenue souterraine et invisible, elle a continué à présider aux inspirations des poètes védiques.
- Depuis environ -2000/-1500 jusqu'à -700, les Védas sont les textes rituels de référence. « Les Veda connurent les aléas de la tradition orale, non par ignorance, mais par dédain de l'écriture : celle-ci n'est pendant longtemps qu'un procédé mnémotechnique. La parole est souveraine »[7]. « Prononcer la formule, consiste plus à déclencher une sorte de magie vocale, plutôt qu’à énoncer une forme de vérité absolue »[8]. Cette incantation très attentive se retrouve dans le Mantra-yoga, et l'attention au geste se retrouve dans les Mudrā du yoga, qui sont une position codifiée et symbolique des mains.

### Brāhmaṇās
- Entre les Xe-VIe s. avant notre ère, dans les spéculations des Brāhmaṇās, le Brahman devient l'Absolu, l’Indifférencié, l'Un, au-delà de toute limite et de toute définition.
  - Vers-1000 : Durcissement du système des castes, les yogis deviennent des hors-castes.
  - Vers-900 : Apparition des doctrines du karma et du Saṃsāra qui seront reprises dans les Yoga-Sûtra.

## Période ancienne du proto-yoga

### VIesiècleavant l'ère courante
- Vers -700/-400, les Upaniṣad forment le troisième et dernier groupe scripturaire de la révélation védique. L'élan métaphysique franchit ici le cercle restreint de la liturgie et, d'équivalences en équivalences, s'élève jusqu'à la vérité suprême : l'identité de l'âme individuelle (jīvātman) et de l'âme universelle (brahman), thème capital que reprendront et enrichiront diversement les grandes spéculations de l'Hindouisme[7].

Ce système philosophique est exposé à travers un ouvrage de référence les Yoga-Sūtra (Y.S.), dont la rédaction est attribuée à Patañjali. Le yoga est avant tout une réalisation pratique (sādhana) obtenue par une ascèse engageant toutes les forces du corps et de l'esprit ; il s'apparente au Sāṃkhya par tous les apports théoriques qu'il y puise.

### IVesiècleavant l'ère courante
- Vers -500 : Siddhārtha Gautama rejette alors titre et palais et commence une vie d'ascèse, suivant les enseignements de plusieurs ermites renonçants (sādhu), et entreprend pendant six ans, des pratiques méditatives austères. Il faillit mourir d'abstinence et décida de trouver une autre voie : le Bouddhisme.

### IIIesiècleavant l'ère courante
- Vers -400 : les Yoga-Sûtra et la Bhagavad Gītā sont rédigés, ils deviendront les textes de référence du yoga.

### IIesiècleavant l'ère courante
- Vers -300 : La ferveur croissante pour Vishnou et Shiva donne naissance à plusieurs ordres de yogis. Pour les  Vishnouïtes la dévotion (Bhakti yoga) à Vishnou devient la pratique centrale. Pour les yogi shivaïtes, Shiva est la personnification de l'Absolu, le principe destructeur et en même temps régénérateur du monde, dispensateur de mort et de renaissance. Il est le commencement et la fin, le yogi ascète et le héros tantrique, la bonté et la fureur, l'alpha et l'oméga. Shiva est le feu intérieur (tapas) qui dévore les ascètes, le temps qui détruit et recrée le monde, et aussi le principe d'immortalité. Il est habituellement représenté par une colonne tronquée, appelé Shiva lingam, "signe de Shiva“, symbole de l’axe du monde, parfois associé à la yoni, l’autel sacrificiel, symbole de la Terre, matrice du monde.

### Premier millénaire de l'ère courante
- À Alexandrie, où 120 bateaux par an allaient aux Indes, Pantène, Clément, Origène parlent avec révérence de la philosophie des Brahmanes de l’Inde. Porphyre raconte le départ du philosophe Plotin pour les Indes. Lucien, Apulée, Tertulien, Jamblique et Bardesane parlent des "Yoguis"[10].

## Période classique du yoga

### VIesiècle

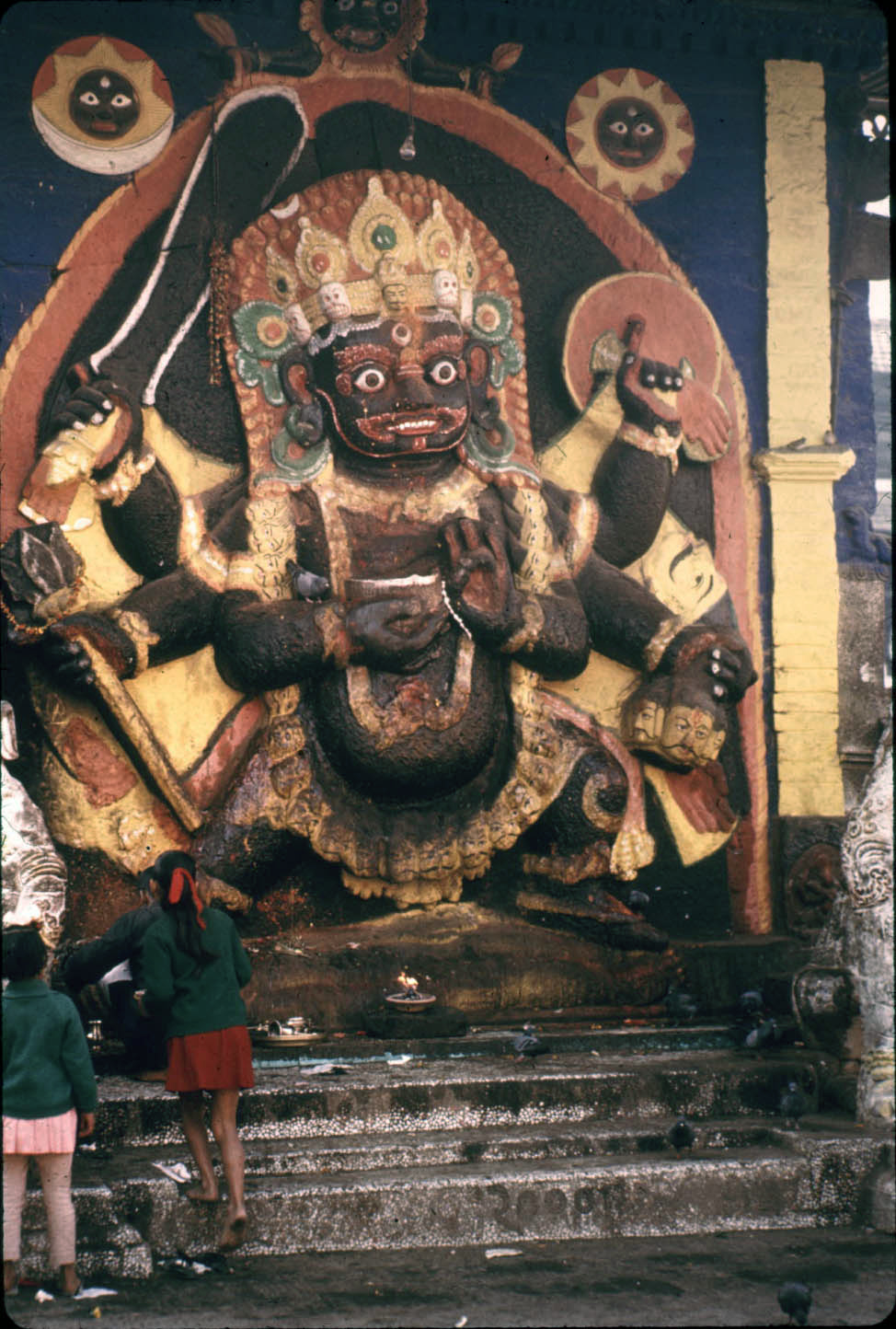
Bhairava, Shiva sous sa forme terrifiante.

- vers 500 : Apparition du tantrisme. La ferveur populaire de l’époque est peut-être à l’origine du passage théiste qui transparaît dans les Y. S. avec la proposition d'Ishvara comme modèle.

### IXesiècle
- vers 800 : L'un des interprètes les plus connus du Vedānta, Śaṅkara (788-820) peut être considéré comme le philosophe, pionnier et réformateur le plus marquant de l'hindouisme[11]. Shankara enseigne en effet un strict monisme selon lequel dualité ou multiplicité constituent le voile qui masque la vérité, sont donc une « illusion » (Māyā). Le principe fondamental du monde (brahman) et le soi (âtman) sont pure unité[11].

## Période médiévale du yoga

### XIesiècle
- Vers l'an 1000 : Ces thèmes seront repris et développés par l'école du Shivaïsme du Cachemire.
- Al-Biruni, mort en 1048, a traduit en arabe les yoga Sūtra de Patañjali et écrit que yoga et soufisme sont la même chose. À partir de là les Soufis de Perse comme Bistâmi ou Al-Ghazali, connaissent les Yogis et les chakras[10].
- Au XIe siècle, Galianos traduit en grec la Bhagavad-Gita.

### XIIIesiècle
Et l’on peut se demander si l’Hésychasme grec, ou prière du cœur, n’est pas déjà une première occidentalisation du yoga, comme la Kabbale d’Abulafia en 1275.
- Dans le Livre des Merveilles écrit en français en 1295, Marco Polo donne une description très exacte des Yogis (appelés Cuiguis), qui vivent tout nus, et même de la posture en équilibre sur la tête, sous le nom de Skiapodes (ceux qui vivent à l’ombre de leurs pieds)[10].

### XVesiècle
- Au XVe siècle de notre ère, la colonisation Moghole fera entrer l'Islam et avec elle l’influence soufie[12].

## Période moderne du yoga

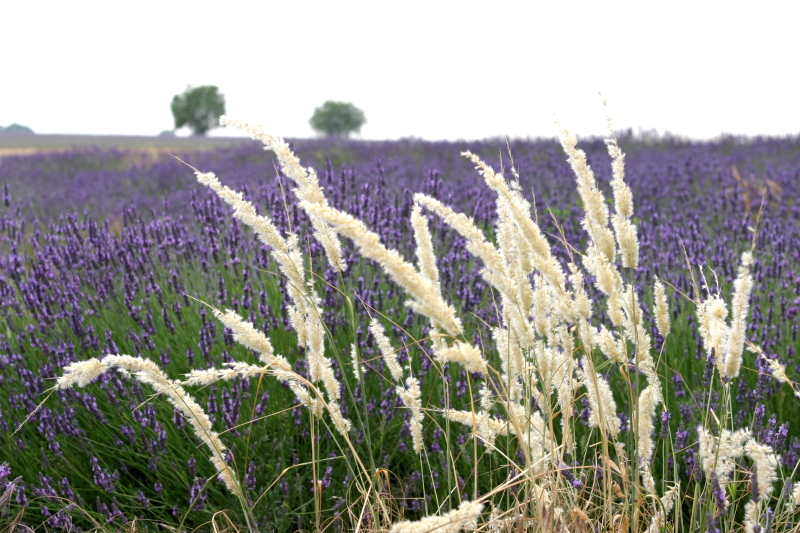
Y.S.2-42 : Se contenter de ce que l’on a constitue le plus haut degré du bonheur.

### XVIesiècle
- Les Portugais parlent des « iogues » (Albuquerque 1510, Castanheda 1553 dans son Histoire de l’Inde…)[10].

### XVIIIesiècle
- 1723 : à Amsterdam, le livre de Bernard Picart est illustré de gravures de « Jogiis » avec des postures et des exercices spectaculaires[10].

- 1731 : les pères Calmette et Pons ramènent quelques pages des Védas qu’ils ont pu se procurer. Bien d’autres missionnaires et voyageurs rapportent des renseignements sur les « Jogiis » (Robert de Nobili, Abraham Roger, Joseph de Guignes, Poussines, Kirker, Raynal …)[10].
- 1795 : fondation de l’École des Langues Orientales[10].

### XIXesiècle
- 1815 la première chaire de sanskrit en France est ouverte au Collège de France pour M. de Chezy[10].
- 1828 : Victor Cousin déclare en cours "la vraie sainteté c'est l'Ioga"[10].
- 1848-1851 : première traduction du Rîg-Véda par Langlois[10].
- 1852 : Barthélémy Saint-Hilaire traduit la Sâmkhya-kârikâ[10].
- 1861 : traduction française de la Bhagavad-Gîtâ directement du sanscrit par Emile Burnouf[10].
- 1867 : le Mahâ-Bhârata par Hippolyte Fauche[10].
- 1891 : l’Atharva-Véda par Victor Henri[10].

### XXesiècle
- 1900 : Emile Sénart traite de "Bouddhisme et yoga"[10].
- 1903 : « De l’entrainement physique dans les sectes yoguistes » Revue Anthropologique, sous le nom de "Murial Alex", pseudo d'Alexandra David-Neel[10].
- Puis viennent les traducteurs : Bergaigne, Sylvain-Lévi, La Vallée-Poussin, Emile Sénart, Burnouf, Grousset, Paul Masson-Oursel, Louis Renou, A-M. Esnoul, Olivier Lacombe, Jean Marquès-Rivière, Alain Daniélou, Lilian Silburn, Tara Michael, André Padoux, Alain Porte, Jean Papin, Michel Hulin[10].
- 1902 : Mort de Vivekananda, ses conférences introduisent le yoga en Occident. Pour lui, le yoga est une science de l'esprit

qui complète ce que l'occident apporte sur le plan des sciences physiques
- 1924 : Invité par le maharaja de Mysore, Sri Krishnamacharia fonde une école de yoga qui va modéliser le hatha-yoga

tel qu'il est connu en Occident : T.K.V. Desikachar, son fils, prendra sa succession.
- 1934 : Sri Krishnamacharia forme B. K. S. Iyengar, puis Pattabin Jois, qui à leur tour créeront leur propre institut.
- 1950 : Progressivement des associations, puis des fédérations, se forment de par le monde.

## Renaissance du yoga dans l'Inde contemporaine

### XXIesiècle
- 2005 : Le gouvernement indien met en place une cellule pour cataloguer la connaissance traditionnelle,

et éviter une privatisation d'une connaissance appartenant au patrimoine humain.
Le yoga s'est lentement élaboré en s'imprégnant et en imprégnant ce qui l'entourait. L'hindouisme ne consiste pas en un système monolithique, il s'agit en fait d'un émiettement de propositions pour cheminer vers l'Un, le Brahman. Autant une pratique de postures plus proche du stretching peut se satisfaire à elle-même, autant le pratiquant désireux d'approfondir le yoga comprendra l'intérêt des larges emprunts à l'hindouisme.